# Bicava variegata
Bicava variegata is een keversoort uit de familie schimmelkevers (Latridiidae). De wetenschappelijke naam van de soort werd in 1880 gepubliceerd door Thomas Broun.